# Bilderdijklaan 31-41 (Baarn)
De middenstandswoningen aan de Bilderdijklaan 31-41 staan in de wijk Pekingpark van Baarn in de provincie Utrecht.
Het symmetrisch opgezette complex staat aan een plantsoen aan de Bilderdijklaan. De twee blokken van drie woningen zijn door een middenstuk met elkaar verbonden. De daken aan de linker en rechterkant van het complex hebben een uitbouw op het dak. De woningen werden in 1934 voor f 31.000,- ontworpen voor H.J.B. Balfoort.